# Cuartodecimanismo
El término cuartodecimanismo (desde la Vulgata latina quarta decima, catorce, Levítico 23:5) se refiere a la costumbre de los primeros cristianos (cuartodecimanos) de celebrar el comienzo de la Pascua en la víspera del día 14 de Nisán (Aviv o en el calendario hebreo bíblico, coincidiendo con la pésaj judía), el atardecer bíblicamente denominado «Pascua del Señor».
La Pascua judía moderna y la Fiesta de los Panes sin Levadura es de siete días, a partir de la puesta de sol en el comienzo del 15 de Nisán. El judaísmo reconoce al comienzo de cada día, al atardecer, y no a medianoche, como es común en  el conteo occidental. La ley bíblica con respecto a la Pascua se dice que es un «estatuto perpetuo» (Éxodo 12:14), hasta cierto punto también es aplicable a los prosélitos (Éxodo 12:19), pero el significado de observar la ley bíblica en el cristianismo es objeto de controversia.
Con respecto a la cronología de Jesús, algunos afirman que el Evangelio de Juan (por ejemplo, Juan 19:14, 19:31, 19:42) implica que el 14 de Nisán era el día en que Jesús fue crucificado en Jerusalén; y que los sinópticos, en cambio, colocan la ejecución en el primer día de los panes sin levadura (Mateo 26:17). En el antiguo Israel el primer día de los panes sin levadura, un Sábado Santo especial, era el 15 de Nisán e iniciaba una fiesta de siete días a Dios (Levítico 23:6). En la época de Cristo, muchas de las costumbres en lo que se refiere a las fiestas habían cambiado, notablemente entre ellos el entremezclado de los dos festivales en algunas costumbres y terminología. Los ocho días, la Pascua y la fiesta de los panes sin levadura, a menudo se denominan colectivamente como la Pascua, o el Festival de Pésaj.

## Historia
La controversia cuartodecimana surgió porque los cristianos de las iglesias de Jerusalén y Asia Menor celebraban la Pascua el día 14 del primer mes (Aviv), mientras que las iglesias de Roma y sus alrededores cambiaron la práctica para celebrar la Pascua el domingo siguiente, llamándolo «el día de la resurrección de nuestro Salvador». La diferencia se convirtió en una controversia eclesiástica cuando sínodos de obispos que mantenían la tradición apostólica condenaron esa práctica.

### Fondo
Entre las controversias acerca de la fecha en que la Pascua cristiana debe ser celebrada, los conflictos conocidos como controversias pascuales, la primera registrada es la cuartodecimana.
A mediados del siglo II, la práctica en Asia Menor era el ayuno prepascual y la fiesta celebrada en el día 14 (la luna llena) del mes lunar de Nisán; la fecha del sacrificio de la Pascua que había sido ofrecido cuando el Segundo Templo todavía estaba en pie, y «el día en que las personas ponen la levadura fuera». Los que observaban esta práctica fueron llamados cuartodecimanos, debido a la celebración de su fiesta el día 14 de Nisán.
La práctica había sido seguida por Policarpo de Esmirna (c. 69- c. 155), quien fue discípulo de Juan el Apóstol, y por Melitón de Sardes (m. c. 180). Ireneo escribió que Policarpo visitó Roma cuando Aniceto era su obispo (c. 68-153), y entre los temas tratados fue esta divergencia de costumbre, con Roma instituyendo la fiesta de la Pascua en lugar de la Pésaj. Ireneo señaló:
Tampoco pudo Aniceto persuadir a Policarpo a no observar lo que siempre había observado con Juan el discípulo del Señor, y los otros apóstoles a quienes había conocido; tampoco pudo Policarpo persuadir a Aniceto observar lo que, como dijo, se debía seguir según las costumbres de los presbíteros que le habían precedido.
Pero tampoco consideró que el desacuerdo les obligaba a romper la comunión e iniciar un cisma. De hecho, «Aniceto concedió la administración de la eucaristía en la iglesia de Policarpo, evidentemente como una señal de respeto. Y se separaron el uno del otro en paz, tanto los que observaban, y aquellos que no lo hacían, manteniendo la paz de toda la iglesia».
Sozomeno también escribió:
Como los obispos de Occidente no consideraron necesario deshonrar la tradición transmitida a ellos por Pedro y por Pablo, y como, por otra parte, los obispos asiáticos persistieron en seguir las reglas establecidas por Juan el evangelista, ellos por unanimidad acordaron continuar en la observancia de la fiesta de acuerdo con sus respectivas costumbres, sin separación de la comunión unos con otros. Ellos asumieron fiel y justamente que los que coinciden en lo esencial de la adoración, no deben separarse el uno del otro a causa de las costumbres.
Una fuente moderna dice que la discusión entre Policarpo y Aniceto de Roma se llevó a cabo en el marco de un sínodo.
Así, las iglesias de Asia recurrieron al apóstol Juan en apoyo de su práctica, mientras que Sozomeno informa que la costumbre romana (observada, dice Ireneo, por lo menos desde la época del obispo Sixto, 115-25) se creía que había sido dictada por los apóstoles Pedro y Pablo, y Eusebio afirma que en Palestina y Egipto se creía también que la observancia del domingo se originó con los Apóstoles.

### Sínodos condenatorios
Según Eusebio, en la última década del siglo II fueron convocados una serie de sínodos para hacer frente a la controversia, decidiendo por unanimidad que la celebración de la Pascua debía ser observada y hecha exclusivamente el domingo.
Sínodos y conferencias de obispos fueron convocados, y redactaron un decreto de la Iglesia, en forma de cartas dirigidas a los cristianos de todo el mundo, que jamás en cualquier día, excepto el día del Señor, debía ser celebrada el misterio de la resurrección del Señor de entre los muertos, y en ese día solamente se debía observar el final de la Vigilia pascual.
Estos sínodos se llevaron a cabo en Palestina, el Ponto y Osroene en oriente, y en Roma y la Galia en occidente. El concilio en Roma, presidido por su obispo Víctor, tuvo lugar en 193 y envió una carta sobre el asunto a Polícrates de Éfeso y las iglesias de la provincia romana de Asia. En el mismo año, Polícrates presidió un concilio en Éfeso, al que asistieron varios obispos en toda la provincia y que rechazó la autoridad de Víctor y mantuvo la tradición pascual de la provincia.
Polícrates declaró enfáticamente que estaba siguiendo la tradición transmitida a él:
Nosotros observamos el día genuino, ni le agregamos a eso o tomamos de allí. Porque en Asia grandes luces han dormido, los cuales se levantarán de nuevo el día de la venida del Señor. [...] Todos éstos observaron el decimocuarto día de la Pascua según el evangelio, desviándose en ningún aspecto, sino siguiendo la regla de la fe. Además yo, Policrates, que soy el menor de ustedes, según la tradición de mis parientes, algunos de quienes yo he seguido. Porque siete de mis parientes fueron obispos, y yo soy el octavo: mis parientes siempre observaron el día cuando el pueblo de los judíos tira la levadura.

### Excomunión
Al recibir la respuesta negativa de Polícrates, Víctor trató de excomulgar a Polícrates y a los otros que tomaron esta postura en unidad común, pero revirtió su decisión después de que obispos, incluyendo a Ireneo, obispo de Lugdunum en la Galia, intercedieron y recomendaron a Víctor seguir con la actitud más pacífica de sus predecesores.
Entonces Víctor, que presidió la iglesia en Roma, inmediatamente trató de cortar la unidad común de las parroquias de toda Asia, con las iglesias que estuvieron de acuerdo con él, como heterodoxas; y escribió cartas y excomulgó a todos los hermanos. Pero esto no fue del agrado de todos los obispos. Entonces le llevaron a considerar los beneficios de la paz y de la unidad amistosa y el amor. Palabras de ellos se conservan, reprendiendo fuertemente a Víctor. Entre ellos estaba Ireneo, quien, enviando cartas en nombre de los hermanos en la Galia a los que presidió, sostuvo que el misterio de la resurrección del Señor debe ser observado solamente en el día del Señor. Se advierte oportunamente a Víctor que no debe separar iglesias enteras de Dios, que observan la tradición de una antigua costumbre.